# Rhysotritia bifurcata
Rhysotritia bifurcata är en kvalsterart som beskrevs av Wojciech Niedbała 1993. Rhysotritia bifurcata ingår i släktet Rhysotritia och familjen Euphthiracaridae. Inga underarter finns listade i Catalogue of Life.